# ALL TIME SUPER BEST
『ALL TIME SUPER BEST』（オール タイム スーパー ベスト）は、布袋寅泰の6作目のベスト・アルバム。2005年12月7日に東芝EMI/Virginより発売された。

## 解説
ソロ名義でのベスト・アルバムとしては4枚目で、1981年にBOØWYとして初めてステージに立ってから2006年で25周年を迎えることを記念した作品。
本作について布袋は「振り返るべき過去みたいなものを自分も背負ったというのもあるし、ここでもう一度自分自身を見つめ直すのには良いチャンスだったというのがきっかけ。」としている。
本作は、BOØWYの「BAD FEELING」・「BEAT SWEET」、COMPLEXの「BE MY BABY」を自らのボーカルでセルフカバーした楽曲とソロ時代のヒット曲を再アレンジの上新たにレコーディングした全15曲が収録されそのうち8曲が新録音となっている。

## リリース形態
初回限定盤（DELUXE EDITION：CD+2DVD）と通常盤（CD）の2形態で発売。
初回限定盤には2005年3月29日に愛・地球博で開催された「GUITAR SYMPHONY in EXPO2005」のライブ映像が収録されたDVDと、2005年9月2日に開催された「MONSTER DRIVE BIG PARTY!!!」（さいたまスーパーアリーナ公演）ライブ映像、インタビュー映像、布袋本人による「BAD FEELING」のギター教則映像が収録されたDVD、以上2枚のDVDが同梱されている。
初回限定盤は白地に金ラインのブックケース、後者は黒地に白ラインのブックケースに収納されている。

## 収録曲
| 全作曲: 布袋寅泰。 |                                                   |                      |            |      |
| #                  | タイトル                                          | 作詞                 | 作曲・編曲 | 時間 |
| 1.                 | 「BAD FEELING」(25YEARS ANNIVERSARY VERSION)      | 氷室京介・高橋まこと | 布袋寅泰   | 4:59 |
| 2.                 | 「BE MY BABY」(25YEARS ANNIVERSARY VERSION)       | 吉川晃司             | 布袋寅泰   | 4:52 |
| 3.                 | 「さらば青春の光」(UNPLUGGED VERSION)             | 布袋寅泰             | 布袋寅泰   | 4:54 |
| 4.                 | 「スリル」(PUNKY VERSION)                         | 森雪之丞             | 布袋寅泰   | 4:58 |
| 5.                 | 「BEAT SWEET」(25YEARS ANNIVERSARY VERSION)       | 氷室京介             | 布袋寅泰   | 4:30 |
| 6.                 | 「バンビーナ」(BAMBINA GO! GO! VERSION)           | 森雪之丞             | 布袋寅泰   | 4:42 |
| 7.                 | 「LONELY★WILD」(ORCHESTRAL VERSION)               | 布袋寅泰             | 布袋寅泰   | 6:41 |
| 8.                 | 「POISON」(SEXY JAZZ VERSION)                     | 森雪之丞             | 布袋寅泰   | 4:59 |
| 9.                 | 「SONG FOR US」(25YEARS ANNIVERSARY NEW SONG)     | 町田康               | 布袋寅泰   | 4:03 |
| 10.                | 「BATTLE WITHOUT HONOR OR HUMANITY」(SAMURAI MIX) |                      | 布袋寅泰   | 6:04 |
| 11.                | 「RUSSIAN ROULETTE」(ORIGINAL VERSION)            | 布袋寅泰             | 布袋寅泰   | 4:02 |
| 12.                | 「NOCTURNE No.9」(ORIGINAL SINGLE VERSION)        | 布袋寅泰             | 布袋寅泰   | 4:28 |
| 13.                | 「DESTINY ROSE」(ORIGINAL VERSION)                | 森雪之丞             | 布袋寅泰   | 4:08 |
| 14.                | 「LOVE JUNKIE」(ORIGINAL VERSION)                 | 森雪之丞             | 布袋寅泰   | 4:03 |
| 15.                | 「IDENTITY」(NEW MIX)                             | 布袋寅泰             | 布袋寅泰   | 4:41 |
| 合計時間:          | 合計時間:                                         | 合計時間:            | 72:04      |      |

| #   | タイトル                                                          | 作詞 | 作曲・編曲 |
| --- | ----------------------------------------------------------------- | ---- | ---------- |
| 1.  | 「LEFEND OF FUTURE」(GUITAR SYMPHONY in EXPO2005)                 |      |            |
| 2.  | 「BATTLE WITHOUT HONOR OR HUMANITY」(GUITAR SYMPHONY in EXPO2005) |      |            |
| 3.  | 「LOVE THEME from "BLADE RUNNER"」(GUITAR SYMPHONY in EXPO2005)   |      |            |
| 4.  | 「MIRROR BALL」(GUITAR SYMPHONY in EXPO2005)                      |      |            |
| 5.  | 「月光ピエロ」(GUITAR SYMPHONY in EXPO2005)                       |      |            |
| 6.  | 「King & Queen」(GUITAR SYMPHONY in EXPO2005)                     |      |            |
| 7.  | 「永遠の花」(GUITAR SYMPHONY in EXPO2005)                         |      |            |
| 8.  | 「PRIDE」(GUITAR SYMPHONY in EXPO2005)                            |      |            |
| 9.  | 「VELVET KISS」(GUITAR SYMPHONY in EXPO2005)                      |      |            |
| 10. | 「HOWLING」(GUITAR SYMPHONY in EXPO2005)                          |      |            |
| 11. | 「C'MON EVERYBODY」(GUITAR SYMPHONY in EXPO2005)                  |      |            |

| #   | タイトル                                                                     | 作詞 | 作曲・編曲 |
| --- | ---------------------------------------------------------------------------- | ---- | ---------- |
| 1.  | 「WAITING FOR YOU」(MONSTER DRIVE BIG PARTY!!! DIGEST EDITION)               |      |            |
| 2.  | 「DANCE CRAZE」(MONSTER DRIVE BIG PARTY!!! DIGEST EDITION)                   |      |            |
| 3.  | 「MATERIALS」(MONSTER DRIVE BIG PARTY!!! DIGEST EDITION)                     |      |            |
| 4.  | 「DRIVIN' TO YOUR HEART TONIGHT」(MONSTER DRIVE BIG PARTY!!! DIGEST EDITION) |      |            |
| 5.  | 「UPSIDE-DOWN」(MONSTER DRIVE BIG PARTY!!! DIGEST EDITION)                   |      |            |
| 6.  | 「BOYS BE AMBITIOUS」(MONSTER DRIVE BIG PARTY!!! DIGEST EDITION)             |      |            |
| 7.  | 「BEAT SWEET」(MONSTER DRIVE BIG PARTY!!! DIGEST EDITION)                    |      |            |
| 8.  | 「インタビュー」                                                             |      |            |
| 9.  | 「BAD FEELING」                                                              |      |            |
| 10. | 「BAD FEELING 技法解説」                                                     |      |            |
| 11. | 「サウンド解説」                                                             |      |            |

## 曲解説
1. BAD FEELING [25YEARS ANNIVERSARY VERSION]
BOØWYの楽曲のカバーで、原曲よりも曲の長さが短くなっている。
2. BE MY BABY [25YEARS ANNIVERSARY VERSION]
COMPLEXの楽曲のカバー。
3. さらば青春の光 [UNPLUGGED VERSION]
6thシングルのアンプラグドバージョン。
4. スリル [PUNKY VERSION]
10thシングルの別バージョン。
5. BEAT SWEET [25YEARS ANNIVERSARY VERSION]
BOØWYの楽曲のカバー。
6. バンビーナ [BAMBINA GO! GO! VERSION]
18thシングルの別バージョン。
7. LONELY★WILD [ORCHESTRAL VERSION]
5thシングルのオーケストラバージョンで、編曲はSIMON HALE[3]。
布袋は「これまで僕のオリジナル・アルバムには何曲かこういうアレンジの曲もあったけど、「LONELY★WILD」をオーケストラでやれたことは今回とても意義深いことだった。」とコメントしている[3]。
8. POISON [SEXY JAZZ VERSION]
9thシングルのジャズバージョン。
9. SONG FOR US [25YEARS ANNIVERSARY NEW SONG]
新曲。
歌詞は町田康が手がけたもので、布袋は「『25周年だからこういう歌詞にしてくれ』と頼んだわけではなく、単純に『良い曲ができたから歌詞を書いてくれ』とお願いしたんだけど、まるで我々の25年間を祝うような内容になっていた。」とコメントしている[3]。
10. BATTLE WITHOUT HONOR OR HUMANITY [SAMURAI MIX]
26thシングル『アナザー・バトル』のカップリング曲。このバージョンはアルバム初収録。
11. RUSSIAN ROULETTE [ORIGINAL VERSION]
23rdシングル。
12. NOCTURNE No.9 [ORIGINAL SINGLE VERSION]
25thシングル。シングルバージョンはアルバム初収録。
13. DESTINY ROSE [ORIGINAL VERSION]
24thシングル。シングルバージョンはアルバム初収録。
14. LOVE JUNKIE [ORIGINAL VERSION]
21stシングル。
15. IDENTITY [NEW MIX]
27thシングル。

## 参加ミュージシャン
CD
- 布袋寅泰 – ギター、ベース、ボーカル、バッキング・ボーカル
- 岸利至 – プログラミング
- 山木秀夫 – ドラムス(#5,8)
- 高水健司 – ベース(#8)
- Ju-ken – ベース(#5)
- 村田陽一 – ブラスアレンジメント、トロンボーン(#5,8)
- 金原千恵子ストリングス – ストリングス(#3)
- 高桑英世 – フルート(#3)
- 山根公男 – クラリネット(#3)
- 吉永雅人、萩原顕彰 – ホルン(#3)
- 西村浩二、奥村晶 – トランペット(#5,8)
- 山本拓夫 – サックス(#5,8)
- SIMON HALE – 指揮者(#7)
- JACKIE SHAVE – オーケストラリーダー(#7)
- GARETH HULSE – オーボエソロ

DVD 1
- 布袋寅泰 – ボーカル、ギター
- 今剛 – ギター
- 高水健司 – ベース
- 則竹裕之 – ドラムス
- 岸利至 – プログラマー
- 日本フィルハーモニー交響楽団 – オーケストラ
- 村田陽一 – 指揮者

DVD 2
- 布袋寅泰 – ギター、ボーカル
- 鶴谷智生 – ドラムス
- Ju-Ken – ベース
- 大西克己 – ギター
- 岸利至 – プログラミング、キーボード
- 村田陽一 – ブラスアレンジメント